# Campionati oceaniani di badminton 2017
I Campionati oceaniani di badminton 2017 si sono svolti a Nouméa, in Nuova Caledonia, dal 13 al 15 febbraio 2017. È stata la 12ª edizione del torneo, organizzato dalla Badminton Oceania.

## Podi
| Evento              | Oro                                | Argento                                | Bronzo                                 |
| Singolare maschile  | Pit Seng Low                       | Niccolo Tagle                          | Daniel Fan                             |
| Singolare maschile  | Pit Seng Low                       | Niccolo Tagle                          | Jacob Schueler                         |
| Singolare femminile | Wendy Chen Hsuan-yu                | Tiffany Ho                             | Joy Lai                                |
| Singolare femminile | Wendy Chen Hsuan-yu                | Tiffany Ho                             | Jennifer Tam                           |
| Doppio maschile     | Matthew Chau / Sawan Serasinghe    | Kevin Dennerly-Minturn / Niccolo Tagle | Jonathan Curtin Dhanny Oud             |
| Doppio maschile     | Matthew Chau / Sawan Serasinghe    | Kevin Dennerly-Minturn / Niccolo Tagle | Simon Wing Hang Leung Mitchell Wheller |
| Doppio femminile    | Setyana Mapasa / Gronya Somerville | Tiffany Ho / Joy Lai                   | Vicki Copeland Anona Pak               |
| Doppio femminile    | Setyana Mapasa / Gronya Somerville | Tiffany Ho / Joy Lai                   | Susannah Leydon-Davis Danielle Tahuri  |
| Doppio misto        | Sawan Serasinghe Setyana Mapasa    | Joel Findlay Gronya Somerville         | Mitchell Wheller Wendy Chen Hsuan-yu   |
| Doppio misto        | Sawan Serasinghe Setyana Mapasa    | Joel Findlay Gronya Somerville         | Kevin Dennerly-Minturn Danielle Tahuri |

## Medagliere
| Pos.   | Paese         | Oro | Argento | Bronzo | Totale |
| ------ | ------------- | --- | ------- | ------ | ------ |
| 1      | Australia     | 5   | 3       | 6      | 14     |
| 2      | Nuova Zelanda | 0   | 2       | 4      | 6      |
| Totale | Totale        | 5   | 5       | 10     | 25     |